# Das Mäuslein Sambar oder die treue Freundschaft der Tiere

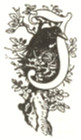
Holzschnitt, Ludwig Richter

Das Mäuslein Sambar oder die treue Freundschaft der Tiere ist ein Tiermärchen (AaTh 233 B, 75). Es steht in Ludwig Bechsteins Deutsches Märchenbuch an Stelle 56 (1845 Nr. 71) und stammt aus Antonius von Pforrs Das Buch der Beispiele der alten Weisen (Kap. 4: Von der Taube und von treuen Gefährten).

## Inhalt

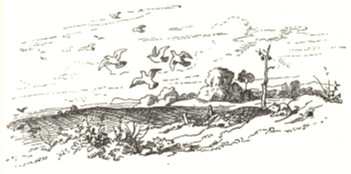
Holzschnitt, Ludwig Richter

Eine Schar Tauben geht dem Vogler ins Netz. Auf Rat der Leittaube fliegen sie zusammen auf, nehmen so das Netz mit und fliegen über Berge, so kann der Vogler nicht folgen, zur Maus Sambar. Die Taube beharrt darauf, dass ihre Freundin Sambar erst die anderen frei nagt, die ihr vertrauten, um nicht etwa zu früh zu ermüden. So kommen sie frei. All das beobachtet ein Rabe, will nun auch Sambars Freund sein. Sie erwidert, das sei unklug, da sie Feinde seien. Sie erzählt ihm eine Geschichte.

## Herkunft
Bechstein nennt die Quelle, Antonius von Pforrs Das Buch der Beispiele der alten Weisen, der ersten Übertragung des indischen Panchatantra ins Deutsche, in der Ausgabe von 1592, und verweist auch auf Albert Ludewig Grimm, der einige Fabeln in seine Kindermährchen aufnahm. Der Text ist bei Bechstein Auftakt zu den folgenden Nr. 57 Der Mann und die Schlange, Nr. 58 Der Hahn und der Fuchs, Nr. 59 Die Lebensgeschichte der Maus Sambar. Aus derselben Quelle stammen auch Nr. 75, 76, 77, 78 und in Neues deutsches Märchenbuch Nr. 37, 38, 39, 40, 41, 42, 43, 44.
Siegfried Wagners Oper An allem ist Hütchen schuld! soll darauf anspielen.